# 電擊hp
《電擊hp》是Media Works發行主要以輕小說為中心的雜誌。於1998年12月18日創刊。於2007年10月10日停刊，並由《電擊文庫MAGAZINE》後繼取代。

## 連載作品
- 死神的歌謠
- 撲殺天使朵庫蘿
- 仰望半月的夜空
- 奇諾之旅
- 灼眼的夏娜
- 虎與龍
- 我們倆的田村同學

## 外部連結
- 電撃文庫MAGAZINE （页面存档备份，存于） （日語）